# Пирена
Пирена (др.-греч. Πειρήνη) — персонаж древнегреческой мифологии. Нимфа. Дочь Асопа и Метопы. Мать Лехея и Кенхрея (от Посейдона); либо дочь Эбала (в поэме «Великие Эои»). Оплакивая своего сына Кенхрея, превратилась в источник в Коринфе. Две гавани Коринфа (Лехей и Кенхреи) носили имена её двух сыновей.
По другим авторам, Пирена — дочь Ахелоя. Мать Кикна (от Ареса)